# Woman (álbum)
Woman es el tercer álbum de estudio del dúo francés de música electrónica Justice que fue lanzado el 18 de noviembre de 2016 por Ed Banger Records y Because Music. Dos sencillos han sido lanzados para empezar a promocionar el álbum, los cuales son Safe and Sound y Randy.

## Lista de canciones
Todas las canciones fueron compuestas por Gaspard Augé y Xavier de Rosnay
| N.º | Título                         | Duración |  |
| 1.  | «Safe and Sound»               | 5:45     |  |
| 2.  | «Pleasure» (con Morgan Phalen) | 4:15     |  |
| 3.  | «Alakazam!»                    | 5:11     |  |
| 4.  | «Fire» (con M. Yaman)          | 5:34     |  |
| 5.  | «Stop» (con Johnny Blake)      | 4:57     |  |
| 6.  | «Chorus»                       | 7:09     |  |
| 7.  | «Randy» (con Morgan Phalen)    | 6:38     |  |
| 8.  | «Heavy Metal»                  | 4:30     |  |
| 9.  | «Love S.O.S.» (con Romuald)    | 5:03     |  |
| 10. | «Close Call»                   | 5:08     |  |